# 4. april
4. april je 94. dan leta (95. v prestopnih letih) v gregorijanskem koledarju. Ostaja še 271 dni.

## Dogodki
- 1883 – v Mariboru zasveti prva električna žarnica
- 1918 –
  - Avstralci zadržijo že drugi nemški napad pri Villers-Bretonneux
  - konča se druga bitka na Somi
- 1941 – italijanske oblasti zaradi priprav na vojno začno izseljevati Slovence iz obmejnih predelov
- 1944 – v Trstu začne delovati krematorijska peč Rižarne, zbirno in uničevalno taborišče nacifašistov. Žrtve so bili po večini Slovenci, nato Hrvati, italijanski protifašisti in Judje.
- 1949 – dvanajst zahodnih držav ustanovi zvezo NATO
- 1968 – v motelu v Memphisu ubijejo Martina Luthra Kinga
- 1996 – košarkarji Chicaga so v ligi NBA s 100:92 premagali Miami
- 2002 – hokejisti Olimpije so osmič postali državni prvaki

## Rojstva
- 188 – Marcus Aurelius Severus Antoninus Augustus - Karakala, rimski cesar († 217)
- 570 – Hildebert II., kralj Avstrazije in Burgundije († 595)
- 1648 – Grinling Gibbons, nizozemsko-angleški tesar († 1721)
- 1688 – Joseph-Nicolas Delisle, francoski astronom († 1768)
- 1752 – Niccolo Zingarelli, italijanski skladatelj in pedagog († 1837)
- 1785 – Bettina von Arnim, nemška pisateljica († 1859)
- 1809 – Benjamin Peirce, ameriški matematik († 1880)
- 1840 – Alfred Theophil Holder, avstrijski jezikoslovec († 1916)
- 1842 – François Édouard Anatole Lucas, francoski matematik († 1891)
- 1846 – Isidore Lucien Ducasse - grof Lautréamont, francoski pesnik, pisatelj († 1870)
- 1866 – Émile Gentil, francoski kolonialni upravitelj († 1914)
- 1875 – Pierre Monteux, francoski dirigent († 1964)
- 1876 – Maurice de Vlaminck, francoski slikar († 1958)
- 1879 – Aimo Kaarlo Cajander, finski botanik in politik († 1943)
- 1880 – Georg von Trapp, avstro-ogrski mornariški častnik († 1947)
- 1890 – Števan Kühar, slovenski novinar in propagandist († 1963)
- 1892 – Karl Wilhelm Reinmuth, nemški astronom († 1979)
- 1915 – McKinley Morganfield - Muddy Waters, ameriški bluesovski glasbenik († 1983)
- 1918 – Joseph Ashbrook, ameriški astronom († 1980)
- 1932 – Andrej Arsenjevič Tarkovski, ruski filmski režiser († 1986)
- 1947 – Salvatore Sciarrino, italijanski skladatelj
- 1948 – Joži Kališnik, slovenska pevka, članica Ansambla bratov Avsenik
- 1949 – Šing-Tung Jau, kitajsko-ameriški matematik
- 1952 – Gary Moore, irski glasbenik († 2011)
- 1964 – Ivan Korčok, slovaški politik in diplomat
- 1973 – Janko Lozar Mrevlje, slovenski filozof in profesor
- 1979 – Heath Ledger, avstralski filmski igralec († 2008)

## Smrti
- 896 – papež Formoz  (* okrog 816)
- 1266 – Ivan I., brandenburški mejni grof (* 1213)
- 1284 – Alfonz X., kastiljski kralj (* 1221)
- 1292 – papež Nikolaj IV. (* 1227)
- 1406 – Robert III., škotski kralj (* 1337)
- 1423 – Hugo iz Montforta, avstrijski pesnik, minstrel (* 1357)
- 1536 – Marino Sanudo, italijanski (beneški) zgodovinar (* 1466)
- 1617 – John Napier lord Merchiston, škotski matematik, teolog (* 1550)
- 1841 – William Henry Harrison, ameriški predsednik (* 1773)
- 1643 – Simon Episcopius, nizozemski teolog (* 1583)
- 1861 – grof Franz Anton Kolowrat-Liebsteinsky, avstrijski politik (* 1778)
- 1879 – Heinrich Wilhelm Dove, nemški fizik (* 1803)
- 1904 – Charles Soret, švicarski fizik in kemik (* 1854)
- 1918 – Hermann Cohen, nemški judovski filozof (* 1842)
- 1919 – sir William Crookes, angleški fizik, kemik (* 1832)
- 1923 – John Venn, angleški matematik, logik in filozof (* 1834
- 1926 – August Thyssen, nemški industrialec (* 1842)
- 1929 – Carl Friedrich Benz, nemški inženir (* 1844)
- 1932 – Wilhelm Ostwald, nemški kemik, nobelovec 1909 (* 1853)
- 1968 – Martin Luther King mlajši, ameriški baptistični duhovnik, borec za državljanske pravice, nobelovec 1964 (* 1929)
- 1975 – France Onič, slovenski pesnik (* 1901)
- 1991 – Max Frisch, švicarski pisatelj, dramatik (* 1911)